# Альвинг, Арсений
Арсений Альвинг (настоящие имя и фамилия Арсений Алексеевич Смирнов; 5 (17) июня 1885, село Перово, Московский уезд, Московская губерния — 20 февраля 1942, Москва) — русский поэт, прозаик, переводчик.

## Биография
Сын присяжного поверенного, из дворян (по собственному утверждению, единственные из Смирновых, внесённые в 6-ю часть родословных книг). В 1906 году окончил Александровскую гимназию в Ялте. В 1907—1913 годах учился на историко-филологическом факультете Московского университета; не окончив его, перешёл в Лазаревский институт восточных языков.
Как поэт дебютировал в 1905 году в газете «Ялтинский курьер». Издал отдельной книжкой полный перевод «Цветов зла» Бодлера (1908); сборник был признан богохульным  и запрещён, тираж почти полностью изъят. Вместе с Евгением Курловым в 1910 году основал в Москве издательство «Жатва» и одноимённый альманах, где печатались Валерий Брюсов, Константин Бальмонт, Юргис Балтрушайтис, Георгий Чулков, Анна Ахматова, Александр Куприн, а также собственные стихотворения и рецензии Альвинга (некоторые — под псевдонимом А. Бартенев, по девичьей фамилии матери).
В 1913—1915 годах был действительным членом Общества свободной эстетики.
В 1922—1924 годах руководил литературным объединением «Кифара», пропагандировавшим творчество Иннокентия Анненского, в которое входили Евгений Архиппов, Дмитрий Усов и др. Опубликовал повесть «Наденька Артенева» (1928), исследование «Введение в стиховедение» (1931) в серии «Никитские субботники».
Второй муж Нины Подгоричани. В 1934 году репрессирован, до 1936 года пробыл в заключении в городе Свободный, центре администрации Бамлага. Там в 1935 году Альвинг составил и выпустил сборник стихов и песен «лагерных корреспондентов» БАМа «Путеармейцы».
По возвращении руководил литературными кружками для детей и юношества. Учениками Альвинга считали себя Генрих Сапгир, Лев Кропивницкий.
Отдельным изданием наследие Альвинга не публиковалось. Одним из популяризаторов творчества Альвинга является его правнук, поэт Александр Дельфинов (Смирнов).
Скончался 2 февраля 1942 года в Москве. Похоронен на Рогожском кладбище Л. В. Горнунгом; могила утрачена.